# Top Volley
La Top Volley è una società pallavolistica maschile italiana con sede a Latina.

## Storia
La società Pallavolo Cori viene fondata nel 1972 ed inizia a disputare il campionato di prima divisione, dove milita per nove stagioni consecutive, fino al 1981 quando ottiene la promozione in Serie D: tuttavia l'esperienza dura una sola annata poiché l'anno successivo la squadra è nuovamente in prima divisione. Nel 1983 risale prontamente in Serie D dove resta per tre stagioni consecutive, fino ad ottenere la promozione in Serie C2: sono gli anni in cui il club è allenato Roberto Rondoni e viene inaugurato il nuovo palazzetto a Cori.
Fino al 1989 la Pallavolo Cori disputa il campionato di Serie C2, anno in cui, grazie all'acquisizione del titolo sportivo del De Coubertin Roma, passa alla Serie C1: al termine della stagione 1989-90 viene promossa in Serie B2; una nuova promozione, in Serie B1, avviene al termine della stagione 1993-94 grazie al primo posto in classifica. Dopo due annate trascorse nella terza divisione nazionale, nella stagione 1995-96, il club vince il campionato ed ottiene la promozione in Serie A2: nell'annata 1996-97 fa il suo debutto nella pallavolo professionistica, ma al termine del campionato la squadra è ultima in classifica e retrocede nuovamente in Serie B1.
Tuttavia la nuova stagione vede la pronta nuova promozione in serie cadetta: l'annata 1998-99 si apre con il cambiamento di denominazione della società in Latina Volley ed il trasferimento della sede nel capoluogo laziale; seguono quindi tre stagioni in Serie A2 fino al campionato 2000-01 dove il club chiude al secondo posto in regular season e vince la serie play-off promozione, battendo in finale la Pallavolo Loreto ed ottenendo per la prima volta la promozione in Serie A1. I primi anni in massima serie vedono la formazione stazionare nelle posizioni di metà classifica, accedendo per due annate consecutive, nella stagione 2002-03 e 2003-04, alla fase play-off scudetto, venendo eliminata in entrambi i casi nei quarti di finale rispettivamente dalla Lube Macerata e della Sisley Treviso.
L'inizio della stagione 2005-06 segna un nuovo cambiamento nei vertici societari e l'assunzione della nuova denominazione in Top Volley: tuttavia la squadra inizia un lento declino, stazionando sempre nelle parti basse della classifica, fino alla stagione 2007-08 quando chiude il campionato all'ultimo posto retrocedendo in Serie A2. La stagione nel campionato cadetto non è avara di soddisfazioni: la società vince il primo trofeo ufficiale della sua storia, ossia la Coppa Italia di categoria e chiude la regular season al quarto posto accendendo quindi ai play-off promozione, dove grazie alla vittoria della serie finale contro il Gioia del Volley, torna prontamente in massima divisione.
Le prime due stagione in Serie A1 vedono la squadra pontina chiudere il campionato al dodicesimo posto, mentre nella stagione 2011-12 dopo il nono posto in regular season, un'ottima serie play-off con l'eliminazione solo in semifinale ad opera della Trentino Volley, consente la qualificazione per la prima volta ad una competizione europea, la Coppa CEV 2012-13, dove riesce ad arrivare fino in finale, sconfitta poi dal club turco del Halkbank Spor Kulübü; anche nell'annata successiva riesce ad arrivare in finale, questa volta nella Challenge Cup, vedendo battuta da un'altra squadra turca, il Fenerbahçe Spor Kulübü.
All'inizio della stagione 2019-20 la società sposta la sua sede di gioco a Cisterna di Latina, città riportata nella denominazione sponsorizzata del club. Al termine dell'annata 2022-23 la società cede il titolo sportivo alla Cisterna, per proseguire esclusivamente con l'attività giovanile.

## Palmarès
- Coppa Italia di Serie A2: 1

2008-09